# Nikolaus Otto

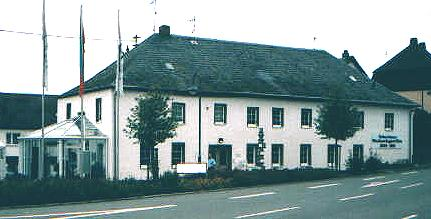
Casa în care s-a născut Nicolaus August Otto în Holzhausen, azi muzeu (2003)

Nikolaus August Otto (n. 10 iunie 1832, Holzhausen an der Haide, Confederația Germană – d. 26 ianuarie 1891, Köln, Imperiul German) a fost un inventator german. El a fost inventatorul primului motor cu ardere internă care ardea în mod eficient combustibilul direct într-o cameră cilindrică cu piston mobil, mișcarea efectuându-se de-a lungul generatoarei cilindrului. Deși fuseseră inventate și alte motoare cu ardere internă (de exemplu, de către Etienne Lenoir), acestea nu s-au bazat pe patru timpi separați. Conceptul de patru timpi este posibil să fi fost deja  discutat la data invenției lui Otto, dar el a fost primul care l-a pus în practică. Autodidact, nu a urmat niciodată o facultate, a primit ulterior doctoratul onorific.

## Biografie
Otto era fiul unei familii de agricultori și cârciumari, tatăl său conducea și oficiul poștal al locului. Otto a urmat o ucenicie ca comerciant și și-a câștigat existența după ucenicia sa ca funcționar la Frankfurt pe Main și Köln. În 1858 a cunoscut-o pe Anna Gossi, viitoarea sa soție, la carnavalul de la Köln. Au avut șapte copii, dintre care trei au murit tineri. Singurul fiu, Gustav a devenit constructor de avioane.

## Ciclul Otto
A locuit în Franța unde s-a interesat de mașinile cu gaz ale inginerului francez Etienne Lenoir.
Motorul Otto a fost conceput ca un motor staționar; acțiunea motorului constă în mișcări ale pistonului în interiorul cilindrului înspre și dinspre camera de ardere. Otto l-a vândut doar ca pe un motor staționar.
Utilizat mai târziu drept motor de automobil, într-o formă adaptată, sunt implicați patru timpi, spre interiorul și spre exteriorul camerei de ardere:
1. Admisie în prima cursă spre exterior - cărbune, gaz și aer intră în camera pistonului.
2. Compresie adiabatică în prima cursă spre interior - pistonul comprimă amestecul.
3. Ardere și destindere adiabatică în a doua cursă spre exterior - amestecul combustibil se aprinde printr-o scânteie electrică și arde.
4. Evacuare în a doua cursă spre interior – degajă gazele de ardere din camera pistonului.

## Brevete anterioare
Potrivit recentelor studii istorice inventatorii italieni Eugenio Barsanti și Felice Matteucci au brevetat o primă versiune care funcționa eficient a unui motor cu ardere internă în 1854 în Londra (patent nr. 1072). Se susține că motorul Otto este în multe privințe inspirat din precedentele invenții ale acestuia, dar, deocamdată nu există nicio documentație despre un motor de inspirație italiană creat de Otto.